# آقامحمدلی (تووز)
آقامحمدلی (به ترکی آذربایجانی: Ağaməmmədli) یک منطقه مسکونی در جمهوری آذربایجان است که در شهرستان تووز واقع شده است.